# Челбас (посёлок)
Челбас — посёлок в Тихорецком районе Краснодарского края России.
Входит в состав Новорождественского сельского поселения.
Население 150 чел. (2021).

## Население
| 2002 | 2010 | 2021 |
| ---- | ---- | ---- |
| 248  | ↘221 | ↘150 |

## Улицы
- ул. Вокзальная,
- ул. Железнодорожная,
- ул. Набережная,
- ул. Средняя[5].